# 左元淮
左元淮（1948年7月9日—2015年7月24日），台灣企業家，曾任茂迪總經理、執行長及董事長等職。

## 生平
左元淮出生於江蘇省淮安縣。天主教輔仁大學物理系畢業後隨即赴美深造，並取得紐約叶史瓦大学物理碩博士學位。
曾先後服務於美國太空總署（NASA）以及史丹佛研究中心（SRI International）。
1981年，左元淮加入了美國科羅拉多州再生能源中心（NREL）的研究團隊。其後，因大學同學茂迪董事長鄭福田邀約，於1999年回台創立茂迪光電事業部並擔任總經理，發展太陽能光電技術，被尊稱為『台灣太陽能教父』。